# Arturo Eyries
Arturo Eyries Rupérez (Valladolid, 19 de julio de 1893-Madrid, 13 de julio de 1970) fue un farmacéutico y militar español.

## Biografía
Nació en Valladolid el 19 de julio de 1893. Hijo de la vallisoletana Juana Rupérez Verdejo, propietaria de una residencia en Villanubla que fue una penitenciaría agustina del siglo XV desamortizada, y el corso Adrián Eyriès Delon, constructor y contratista ferroviario.
Arturo estudió el bachillerato en Valladolid y en 1909 se trasladó a Madrid para estudiar Farmacia en la Universidad Central, obteniendo la licenciatura en 1914. Ingresó por oposición en el Cuerpo de Sanidad Militar en 1915; tras graduarse de farmacéutico segundo (teniente), estuvo destinado en Alcazarquivir y Larache, en el protectorado español de Marruecos. Posteriormente estuvo destinado en Alicante, Córdoba y Valencia. Ascendió a farmacéutico primero en 1919 y a farmacéutico mayor en 1933, manteniendo su destino en el Laboratorio Central de Medicamentos (Madrid), donde dirigió la sección de labores, en la que estuvo destinado en 1935.
Fue detenido en Zarauz (Guipúzcoa) al inicio de la guerra civil española. Luego de ser liberado, se trasladó a San Sebastián donde, al entrar el ejército sublevado, se incorporó a sus filas como comandante y jefe de los servicios farmacéuticos de las brigadas de Navarra.
Fue miembro del Real Colegio de Farmacéuticos de Madrid desde 1930. Posteriormente la institución pasó a denominarse Academia Nacional de Farmacia (1932) y después en Real Academia de Farmacia (1939), donde ocupó plaza de académico de número, siendo confirmado al incorporarse la Academia al Instituto de España en 1946.
Fue condecorado con la Cruz, Placa y Gran Cruz de la Orden de San Hermenegildo, Gran Cruz del Mérito Aeronáutico (1960), medalla de Marruecos, Cruz de Guerra al Mérito Militar, con distintivos rojo y blanco y medalla de la Academia de Medicina Aeronáutica del Brasil.
Estuvo casado desde 1918 con Julia Valmaseda López, con quien tuvo tres hijos.
Un barrio de su ciudad natal lleva su nombre.